# 頂端膜

α-間在細胞

極性細胞の頂端膜（ちょうたんまく、英:apical membrane）とは、内腔に面した細胞膜の表面を言う。これは特に上皮細胞や内皮細胞で明らかであるが、神経細胞のような細胞極性を有する細胞でも見られる。
極性細胞の基底外側膜は、基底面と基底外側の表面を形成する細胞膜の表面である。基底外側膜は、間質液側を向いており、内腔側とは反対側となる。　